# Thor Jensen
Thor Philip Axel Jensen (født 3. december 1863 på Frederiksberg, død 12. september 1947 på Lágafell) var en dansk købmand, trawlerskibsreder og godsejer, der udvandrede til Island som teenager og blev Islands førende forretningsmand i første halvdel af det 20. århundrede, hvor han introducerede stordrift og moderne kapitalisme til landet. Hans selskab Kveldúlfur hf. var Islands største i mellemkrigstiden. Jensens efterkommere var frem til 1970'erne Islands rigeste og mest magtfulde familie, og tæller bl.a. statsminister Olafur Thors.

## Opvækst
Jensens far døde, da han var otte og to år senere blev han blev sendt på Det Kongelige Opfostringshus i København. Forstanderen kendte købmand Valdemar Bryde i Borðeyri i det nordvestlige Island, og efter afsluttet skolegang blev Thor Jensen i 1878 sendt derop som lærling hos købmanden.

## Forretningsmand
Efter fem års læretid blev han faktor for et norsk handelshus i Borgarnes, og drev snart egen forretning der samt i Akranes. Han gik fallit efter et skib med varer til ham gik ned, og flytte derefter til Hfanafjördur, da han havde samlet en ny stat¨rtkapital flyttede han til Reykjavík og åbnede en købmandsbutik.
I 1901 oprettede Jensenn handelshuset Godthåb i Reykjavik, hvor handelen med skibsproviantering og bygningsmaterialer blomstrede, da byen netop i disse år voksede stærkt som det selvstyrende Islands hovedby. Samtidig begyndte det islandske trawlerfiskeri, som Jensen var en af pionererne indenfor. Han var aktionær i og direktør for trawlerselskabet Alliance der 1907 byggede den første islandske trawler. Ligeledes var han aktionær i det dansk-islandske firma P. J. Thorsteinsson & Co., men hans hovedvirksomhed blev aktieselskabet Kveldulfur, som han oprettede sammen med sine tre ældste sønner. Det var i mellemkrigstiden Islands største fiskerikoncern med trawlere, virksomheder til forarbejdning af fangsten samt eksport af klipfisk. I 1920'erne begyndte Jensen stordrift indenfor landbruget. Iløbet af få år forvandlede han en mindre landbrugsejendom i nærheden af Reykjavik til Islands største gods med omkring 250 køer og moderne maskiner. I mange år ansås han for at være Islands dygtigste forretningsmand, og under den første alvorlige strejke 1916 var han arbejdsgivernes leder.

## Politik
Jensen var ikke aktiv i Islands politiske debat, men var i nogle år konservativt medlem af Reykjaviks kommunalbestyrelse. I 1930erne kom Jensen og hans sønner i stærk opposition til Fremskridtspartiet og andelsbevægelsen, da grundlæggelsen af andelsmejerier stred mod deres landbrugsinteresser.

## Familie
Thor Jensens far Jens Christian Jensen var murermester. Thor Jensen havde elleve helsøskende, heriblandt Alfred Råvad, samt fire halvsøstre. Jensens sønner tog navnet Thors og blev kendt som Thoranar. Ólafur var Islands statsminister fem gange mellem 1942 og 1959, Thor ambassadør i Washington, mens Kjartan og Richard videreførte faderens virksomheder.

## Populærkultur
Thor Jensen og hans oldebarn Björgólfur Thor Björgólfsson er emnet for Ulla Boje Rasmussens dokumentarfilm Thors Saga fra 2011.